# النشابیه
النشابیة (به عربی: النشابیة) یک منطقهٔ مسکونی در سوریه است که در استان ریف دمشق واقع شده‌است.

## خصوصیات
النشابیة ۱۱٬۰۵۳ نفر جمعیت دارد.